# Chicanel
El chicanel se trata de una fase cerámica que corresponde al preclásico tardío Mesoamericano.
El tipo cerámico Chicanel fue inicialmente identificado en excavaciones que realizó Robert Smith financiado por la Fundación Carnegie (EUA) en el sitio de Uaxactún, Guatemala. La misma noción se usa hoy convencionalmente para designar la alfarería de las tierras bajas, o región del Petén, en lo tocante a la última fase del horizonte preclásico; fase que va del año 350 AC al 250 DC.